# Lisa Germano
Lisa Ruth Germano (født 27. juni 1958) er en amerikansk sangskriver og musiker. Hun har en række egne udgivelser, men deltager også ofte på albums med andre artister. Hendes album Geek the Girl (1994) fik bl.a. karakteristikken «et af tiårets albums» i magasinet Spin.
Fra 1987-1991 var hun medlem af John Mellencamps band og medvirker på The Lonesome Jubilee og Big Daddy. Hun er gæsteartist på over tres udgivelser med artister som  Simple Minds, David Bowie, Crowded House, Sheryl Crow, Iggy Pop, Jewel Kilcher og Eels.

## Albumudgivelser
Udgivelser under eget navn
- On the Way Down from the Moon Palace (Major Bill, 1991)
- Happiness (Capitol, 1993)
- Happiness (4AD, 1994)
- Geek the Girl (4AD, 1994)
- Excerpts from a Love Circus (4AD, 1996)
- Slide (4AD, 1998)
- Concentrated (Selvutgitt samle-cd, 2002)
- Rare, Unusual or Just Bad Songs (Selvutgitt samle-cd, 2002)
- Lullaby for Liquid Pig (Ineffable/ARTISTdirect, 2003)
- In the Maybe World (Young God, 2006)
- Magic Neighbor (Young God, 2009)